# 9413 Eichendorff
9413 Eichendorff este un asteroid din centura principală de asteroizi.

## Descriere
9413 Eichendorff este un asteroid din centura principală de asteroizi. A fost descoperit pe 21 septembrie 1995 la Tautenburg de Freimut Börngen. Asteroidul prezintă o orbită caracterizată de o semiaxă mare de 2,34 ua, o excentricitate de 0,19 și o înclinație de 4,1° în raport cu ecliptica.